# Canarina abyssinica
Canarina abyssinica är en klockväxtart som beskrevs av Adolf Engler. Canarina abyssinica ingår i släktet Canarina och familjen klockväxter. Inga underarter finns listade i Catalogue of Life.